# Església parroquial de Sant Pere (Barraques)
L'Església parroquial de Sant Pere de Barraques, a la comarca de l‘Alt Palància, és un temple  catòlic que està catalogat com a Bé de Rellevància Local amb codi identificatiu: 12.07.020-001, segons consta a la Direcció General de Patrimoni Artístic de la Generalitat Valenciana.

## Descripció
L'Església de Sant Pere de Barraques pertany a l'arxiprestat 2, conegut com de Sant Antoni Abat (estant en Xèrica el centre del mateix), de la diòcesi de Sogorb-Castelló.
Es pot considerar d'estil gòtic, presentant com a elements definitoris de l'estil  voltes estrellades i una rosassa sobre l'altar major.
Ja va ser reformada al mateix segle xvi, i va patir una últimes reforma l'any 1971, en la qual entre altres coses, es va tapiar un pòrtic central amb arc rebaixat, situat a La crugia central de la nau  del costat de l'epístola, que havia de ser l'entrada original al temple. L'entrada actual se situa en la primera crugia (just on abans havia d'estar el mur del cor), i presenta, a imitació de l'esmentada anteriorment, un pòrtic nou, amb arc també rebaixat.
L'Església parroquial de Sant Pere, és de fàbrica de maçoneria, amb carreus a les cantonades, amb arrebossat de  morter a l'absis.
El campanar, es troba a la capçalera  del costat de l'epístola. Es tracta d'una torre, de planta quadrada amb vuit obertures, construïda, al segle xvii, amb maçoneria i carreus a les cantonades a manera de pedra angular, amb remat de carreus. Presenta tres cossos i està rematada per una barana. La coberta és una terrassa envoltada per l'esmentada barana.

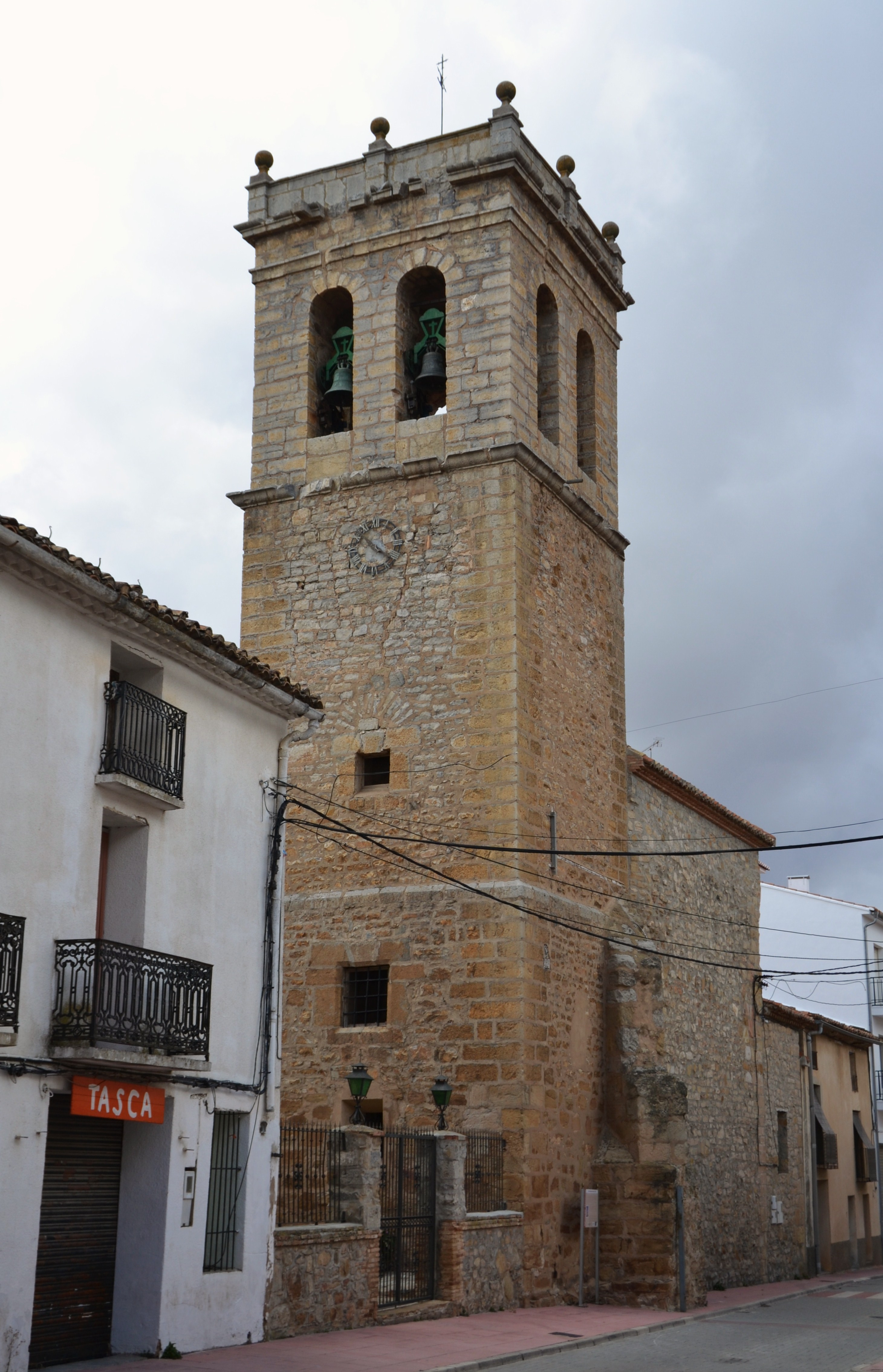
Vista completa del campanar.
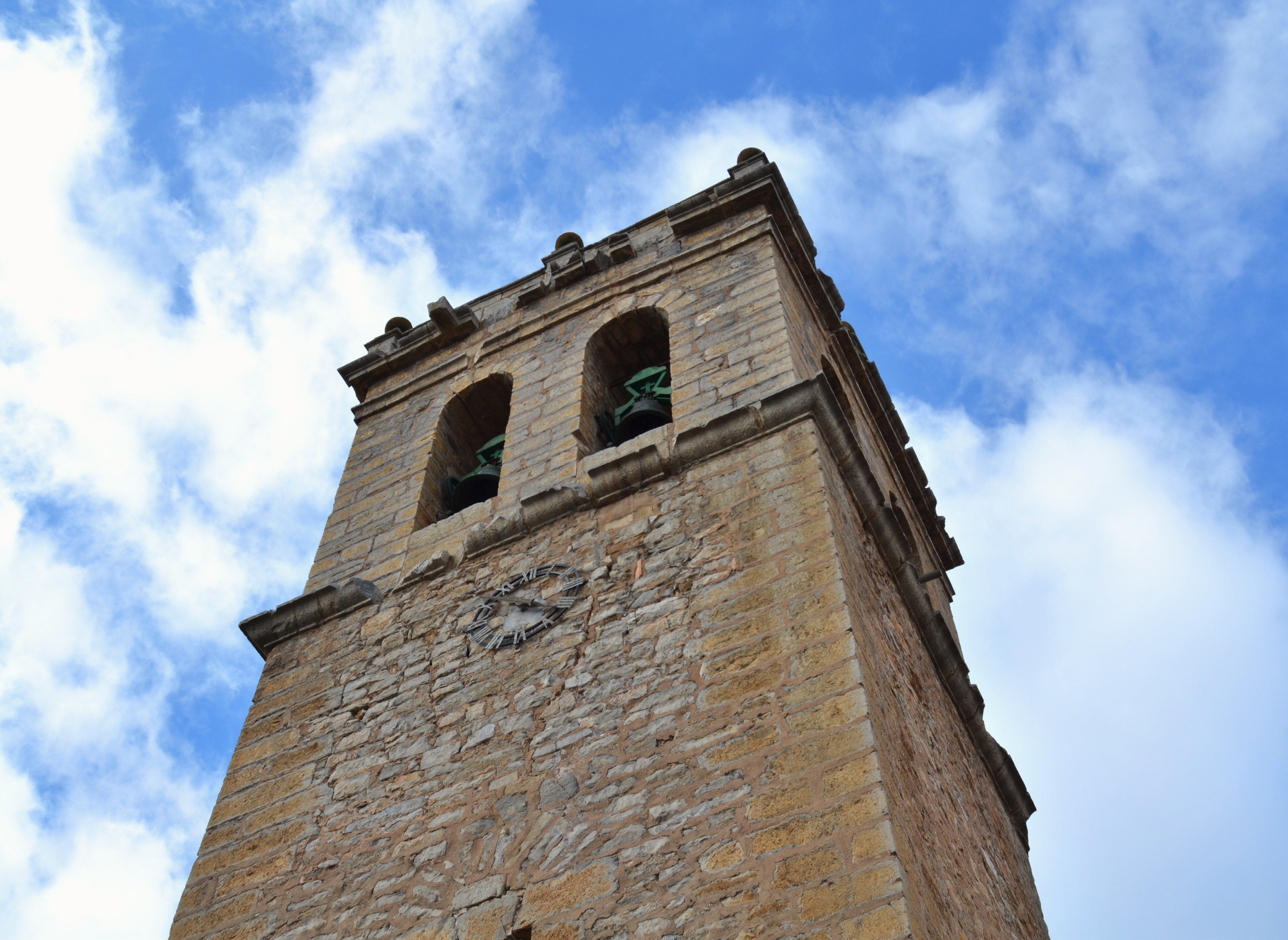
Detall del rellotge.
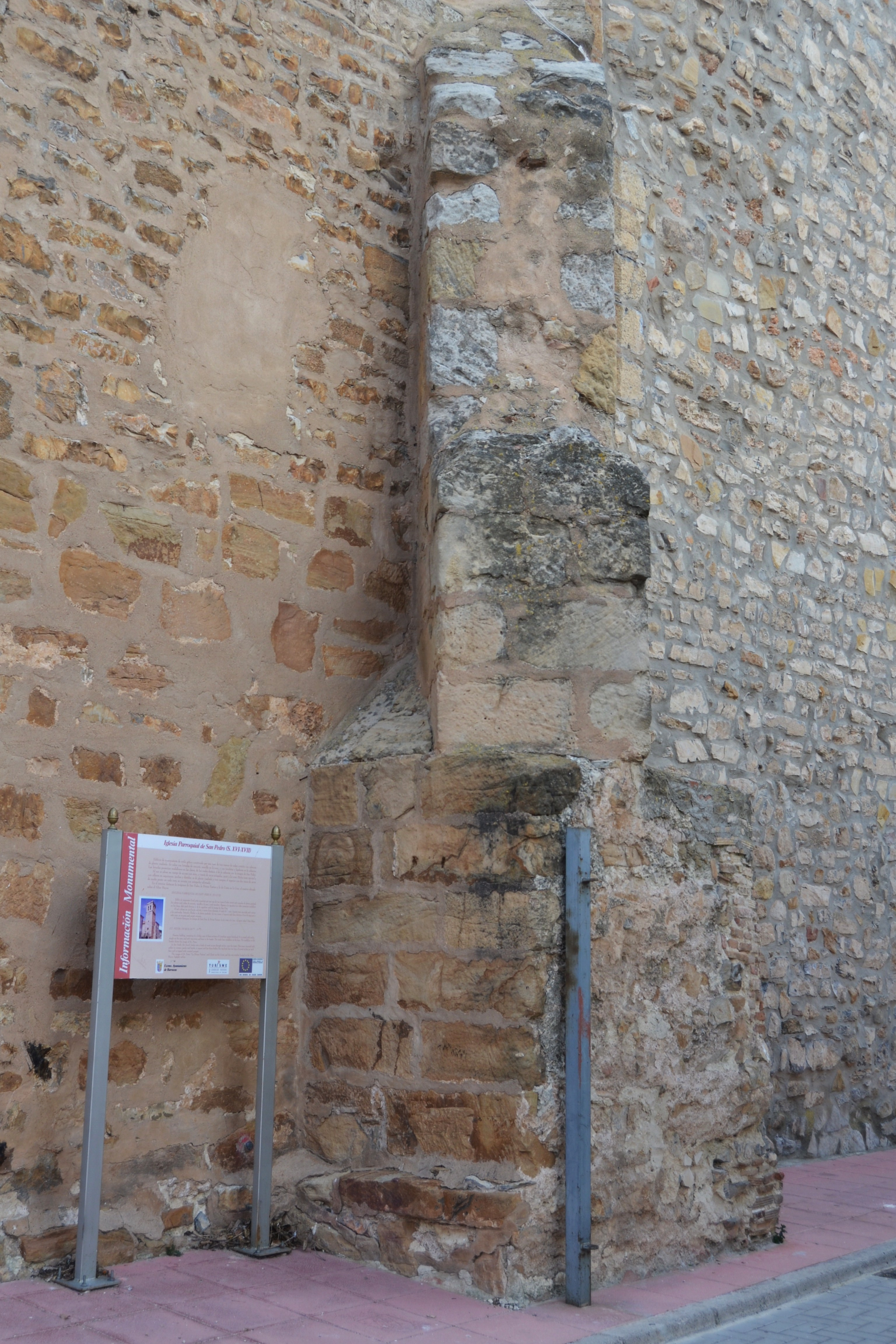
Detall del contrafort extern.

Conserva arxiu parroquial des de l'any 1851, a més d'un inventari de mobles i arxiu fotogràfic actualitzat.
Externament només cal destacar la presència de contraforts externs, visible sobretot al costat dels murs de la torre campanar.
Interiorment, és de planta de nau única (encara que dividida en dues  crugies) amb capelles a un lateral (al costat de l'evangeli), presentat diferent alçada entre la nau en el seu costat central i en la part de les capelles laterals, de manera que la coberta, a dues aigües, presenta diferència de nivells, estant l'inferior projectat externament.
L'estructura de l'església es realitza en suports de murs i pilastres, amb  arcs de mig punt i  voltes de creueria a les naus, central i lateral, mentre que a les sagristia la volta és de  canó.
Actualment el cor, que havia d'estar situat en alt i als peus de la nau, no existeix. La decoració interna és llisa i es conserven dos  claus, una roseta, en el primer tram de la nau i una "Tiara de Sant Pere" a l'absis, i està feta en pedra pintada.
Es poden veure motius vegetals en les mènsules noves de suport dels nervis de la volta, mentre que a la mènsula sobre la seva esquena, els motius són figures humanes. A més, en l'arc d'una de les capelles s'observen fragments de pintura i davant de cassetons.
Destaquen també les figures de Sant Pere, la Divina Pastora, així com la imatge de Jesucrist a la creu, que es troba en l'altar major.
A pocs metres de l'església es pot trobar la font de Sant Pere construïda en 1576, i de la que es diu que les seves aigües tenen propietats minero medicinals.
Encara que actualment està fora d'ús, en l'antiguitat servia de proveïment d'aigua al poble de Barraques. La seua fàbrica és de pedra de carreu que forma una petita fornícula amb una petita inscripció en el qual s'indica l'any 1576 i dues claus en aspes.
També és considerada Bé de Rellevància Local, amb codi identificador:12.07.020-009.